# Батанта
Батанта (индон. Pulau Batanta) — один из островов архипелага Раджа-Ампат. В административном отношении относится к индонезийской провинции Юго-Западное Папуа.
Площадь острова составляет 455,9 км²; длина береговой линии — 226,6 км. Самая высокая точка — 1183 м над уровнем моря. Пролив Дампир отделяет Батанту от острова Вайгео на севере, а пролив Питт — от острова Салавати на юге.